# ブレッド・アンド・バター・プディング

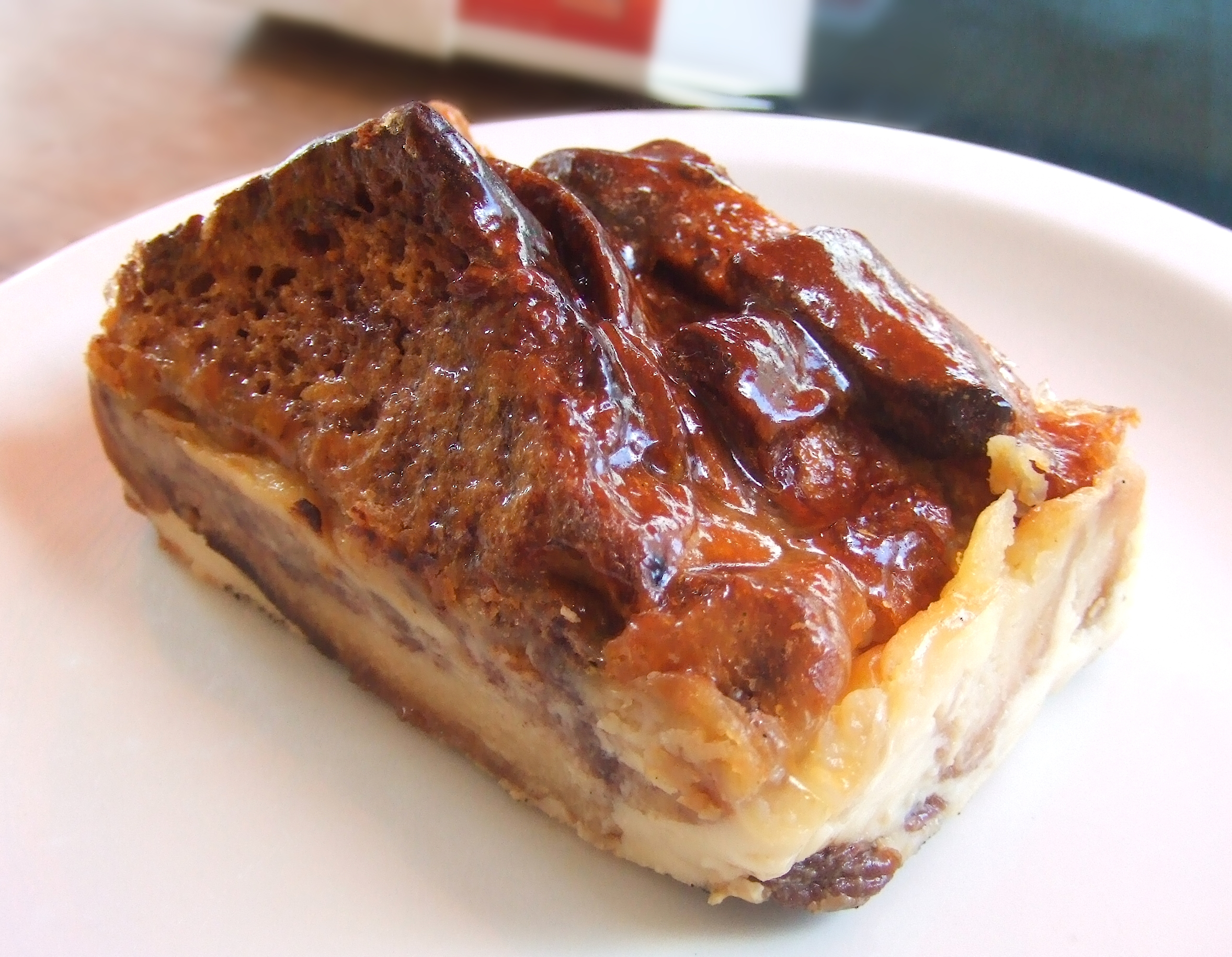
ブレッド・アンド・バター・プディング

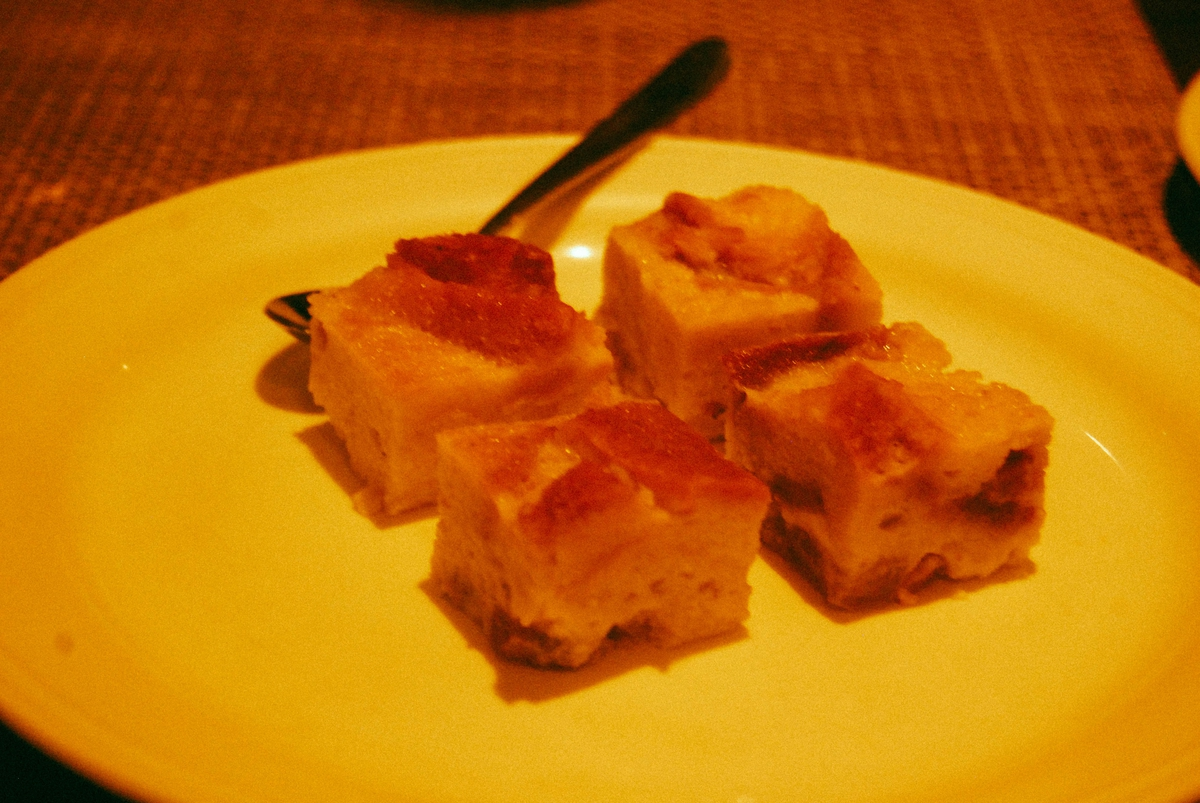
ブレッド・アンド・バター・プディング

ブレッド・アンド・バター・プディング（英語圏表記 : Bread and butter pudding）は、ブレッドプディングの一種。

## 概要
ダイアナ元妃が好んで食べて愛された菓子。ダイアナ元妃がこの菓子にトッピングされたレーズンを摘まんで食べていたとされる。また、NHK・Eテレが放送したスイーツ料理番組『グレーテルのかまど』で紹介される。

### 材料
- 卵
- 食パン
- レーズン
- 牛乳
- 砂糖
- バニラエッセンス